# Hollandite
L'hollandite (simbolo IMA: Hol) è un minerale piuttosto raro del supergruppo dell'hollandite e del gruppo della coronadite appartenente alla classe minerale degli "ossidi e idrossidi" con composizione chimica idealizzata Ba(Mn4+,Mn2+)8O16 e, più precisamente, BaMn2+Mn4+7O16.
In natura, tuttavia, l'hollandite si presenta sempre con piccole proporzioni di altri ioni metallici, motivo per cui la formula è fornita da varie fonti come (Ba,K)(Mn,Ti,Fe)8O16 oppure (Ba,K,Ca,Sr)(Mn4+,Mn3+,Ti,Fe3+)8O16, dove gli elementi indicati tra parentesi sono potassio, calcio, stronzio, titanio e ferro, che possono sostituirsi l'uno con l'altro nella formula, ma sono sempre nella stessa proporzione con gli altri componenti del minerale.
L'hollandite è l'analogo del manganese della ferrihollandite.

## Etimologia e storia
L'hollandite fu scoperta per la prima volta nella "miniera di Kajlidongri" (distretto di Jhabua) nello stato del Madhya Pradesh (India) e descritta nel 1906 dal britannico Lewis Leigh Fermor (1880-1954), che chiamò il minerale in onore di Thomas Henry Holland (1868-1947), l'allora direttore del "Geological Survey of India".
Il campione tipo del minerale è conservato nella Collezione Mineralogica dell'Università della Ruhr a Bochum, in Germania.

## Classificazione
La nona edizione della sistematica minerale di Strunz, aggiornata dall'Associazione Mineralogica Internazionale (IMA) fino al 2009, elenca l'hollandite nella classe "4. Ossidi (idrossidi, V[5,6] vanadati, arseniti, antimoniti, bismutiti, solfiti, seleniti, telluriti, iodati)" e da lì nella sottoclasse "4.D Metallo:Ossigeno = 1:2 e simili"; questa è ulteriormente suddivisa in base alla dimensione dei cationi coinvolti e alla struttura cristallina, in modo che il minerale possa essere trovato nella suddivisione "4.DK Con cationi di grande dimensione (± cationi di media dimensione); strutture a tubo", dove insieme ad ankangite, henrymeyerite, manjiroite, mannardite, redledgeite, coronadite, priderite e akaganeite forma il sistema nº 4.DK.05.
Tale classificazione viene mantenuta anche nell'edizione successiva, proseguita dal database "mindat.org" e chiamata Classificazione Strunz-mindat, dove però il vecchio sistema 4.DK.05 è stato organizzato diversamente: l'hollandite qui si trova nel sistema 4.DK.05a, che occupa insieme a coronadite, criptomelano e manjiroite.
Anche la classificazione dei minerali secondo Dana, che viene utilizzata principalmente nel mondo anglosassone, elenca l'hollandite nella classe degli "ossidi e idrossidi" e nella sottoclasse degli "ossidi multipli". Qui, insieme a criptomelano, manjiroite, coronadite, stronziomelano e henrymeyerite, si trova nel "gruppo del criptomelano" con il sistema nº 07.09.01 nell'ambito della suddivisione degli "ossidi multipli".

## Abito cristallino
L'hollandite cristallizza nel sistema monoclino nel gruppo spaziale I2/m (gruppo spaziale nº 12, posizione 3) con i parametri reticolari a = 10,01 Å; b = 2,87 Å, c = 9,75 Å e β = 91,2° e con una unità di formula per cella unitaria.

## Origine e giacitura

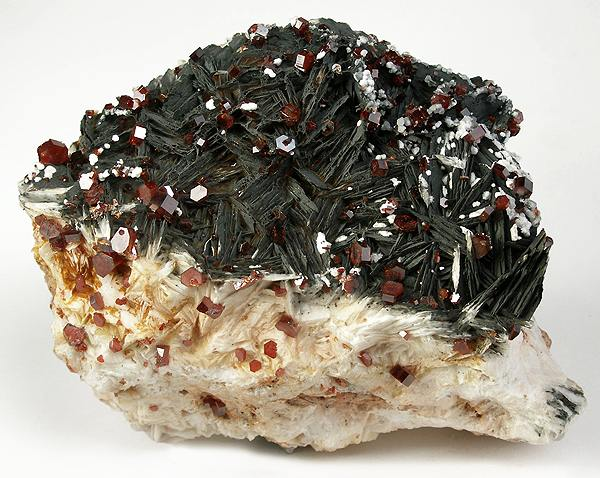
Paragenesi multipla di hollandite (nera), barite (bianca) e vanadinite (rossa) da El Kwal a Moulouya vicino a Midelt nella regione di Meknès-Tafilalet in Marocco (dimensioni: 14,3 × 9,6 × 7,9 cm)

L'hollandite si forma come minerale primario in depositi di minerale di manganese metamorficamente alterati per contatto, ma può anche formarsi secondariamente come prodotto di erosione di minerali di manganese precedentemente formati. I minerali associati includono bixbyite, braunite, piemontite, scheelite e vanadinite.
Essendo una formazione minerale piuttosto rara, l'hollandite può essere abbondante in vari siti, ma nel complesso non è molto comune e sono noti un totale di circa 200 siti. Oltre alla sua località tipo, la miniera di "Kajlidongri" vicino a Jhabua nel Madhya Pradesh, il minerale è stato trovato anche in altri siti in India: in diversi depositi nelle vicinanze di Vizianagaram in Andhra Pradesh; vicino a Balaghat, Bhandara e Chhindwara; a Bahdra e Nagpur nel Maharashtra e a Sundargarh nell'Orissa.
In Italia l'hollandite è stata trovata in varie regioni: a Saint-Marcel (Val d'Aosta); a Mormanno (Calabria); a Varsi (Emilia Romagna); a Cerveteri e a Tolfa (Lazio); a Borghetto di Vara (Liguria); a Cuasso al Monte (Lombardia); nei comuni di Bellino, Canosio, Frabosa Soprana, Montaldo di Mondovì, Roburent e Valdieri (Piemonte); a Stazzema (Toscana).
In Germania, l'hollandite è stata trovata principalmente nella Foresta Nera e nella "miniera di Clara" vicino a Oberwolfach. Altri siti includono: Wölsendorf (Alto Palatinato) in Baviera; Ober-Rosbach in Assia; ad Allendorf (frazione di Sundern) e Müsen nella Renania Settentrionale-Vestfalia; a Königsberg nella Renania-Palatinato; vicino a Ehrenfriedersdorf nello storico paesaggio minerario di Graul; vicino a Kamenz in Sassonia.
In Austria, l'hollandite è stata trovata vicino a Badersdorf nel Burgenland; nella cava di Friesach Bürgergilt, nel giacimento di ferro "Hüttenberger Erzberg"; vicino a Sankt Veit an der Glan in Carinzia.
Altri siti di ritrovamento, solo per citarne alcuni sono: Tinizong-Rona e Turtmann (Svizzera); nelle contee di Akershus e di Buskerud (Norvegia); nei distretti di Jawor, Kłodzko e Ząbkowice Śląskie (Polonia); negli oblast' di Chelyabinsk, Irkutsk e Kemerovo (Russia); a Bor (Serbia); nelle prefetture di Ehime, Hokkaidō, Iwate, Miyagi e Nagasaki (Giappone); nel governatorato di Giza e nel governatorato del Sinai del Sud (Egitto); nella provincia di Oudalan (Burkina Faso).
L'hollandite è stata trovata in molti altri Paesi sparsi per il mondo.

## Forma in cui si presenta in natura

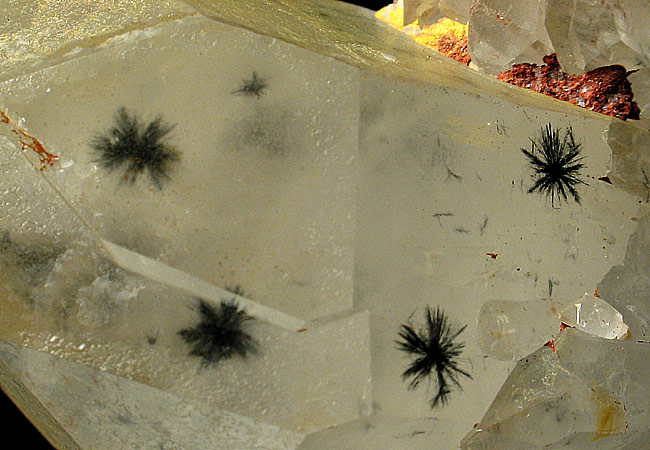
Inclusione di hollandite a forma di stella in un quarzo del Madagascar

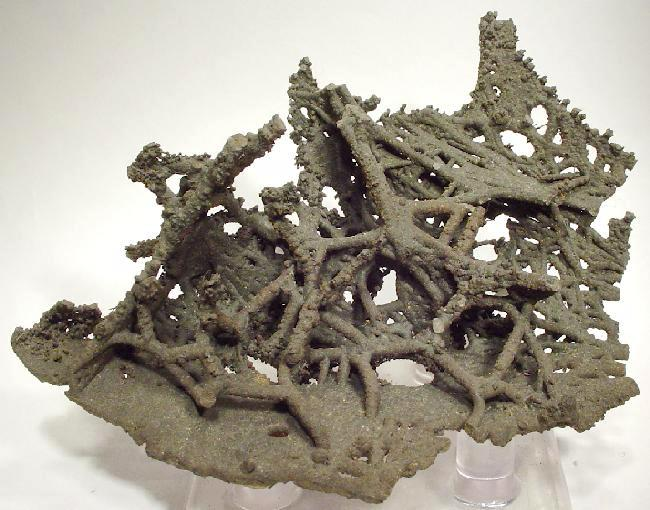
Aggregato di hollandite stalattitico simile a una rete proveniente da Bisbee (Arizona, Stati Uniti) (dimensioni: 7,8 × 6,0 × 5,6 cm)

L'hollandite è opaca in qualsiasi forma e di solito sviluppa aggregati minerali radiali-fibrosi, simili a quelli dell'uva, ma anche cristalli prismatici con estremità piatte e piramidali lunghe diversi centimetri. L'hollandite si trova anche sotto forma di aggregati stalattitici e come inclusioni a forma di stella nel quarzo.
Il colore dell'hollandite varia tra il nero, il grigio-nero e il grigio-argento, ma il colore del suo striscio è sempre nero. Le superfici dei campioni freschi mostrano una lucentezza metallica. I campioni più vecchi e stagionati o massicci, invece sono opachi e terrosi.
Con una durezza Mohs da 4 a 6, l'hollandite è uno dei minerali da medio-duri a duri che possono essere quasi graffiati con un coltello, come il minerale di riferimento apatite.